# Mohamed Deif
Mohammed Diab Ibrahim al-Masri (Jan Yunis, 12 de agosto de 1965 - Al-Mawasi, 13 de julio de 2024) conocido como Mohammed Deif (en árabe: محمد ضيف‎) o simplemente Deif (en árabe: ضيف‎, el invitado), fue un líder militar palestino, comandante en jefe de las Brigadas de Ezzeldin Al-Qassam, el ala militar del Movimiento de Resistencia Islámica (Hamás).
Deif ha estado en la lista de los más buscados del ejército israelí desde 1995 por matar a soldados y civiles israelíes. Fue detenido por la Autoridad Palestina a petición de Israel en el año 2000 antes de escapar meses después. Ha sido blanco de múltiples intentos de asesinato israelíes desde 2001, sobreviviendo al menos a siete atentados contra su vida. Su esposa, su hijo pequeño y su hija de tres años murieron en un ataque aéreo israelí en 2014. Estados Unidos y la Unión Europea añadieron a Deif a sus listas de terroristas en 2015 y 2023, respectivamente.
El 1 de agosto el ejército israelí aseguró que Deif había muerto en un ataque en la zona humanitaria de Mawasi, en el sur de la Franja de Gaza, el 13 de julio, en el que también murieron 90 palestinos y otros 300 resultaron heridos. Hamás finalmente confirmó su muerte el 30 de enero de 2025.
El 21 de noviembre de 2024, la Corte Penal Internacional emitió órdenes de arresto internacional contra el primer ministro israelí Benjamín Netanyahu, el exministro de Defensa del país, Yoav Galant y contra Mohamed Deif por los presuntos crímenes de guerra y contra la humanidad cometidos en la guerra de Gaza. En febrero de 2025, la CPI anuló la orden de detención contra Deif al considerar que su muerte había quedado suficientemente acreditada.

## Biografía

### Primeros años
Mohammed Deif nació en una familia pobre del campamento de refugiados de Jan Yunis. Estudió física, química y biología y obtuvo una licenciatura en Ciencias por la Universidad Islámica de Gaza, que por aquel entonces era un bastión islamista. También lideró el departamento de espectáculos de la universidad y apareció en diversas comedias teatrales.  Deif se unió a Hamás en 1987, durante los meses iniciales de la Primera Intifada. En sus comienzos se dedicó, junto con Yahya Sinwar, a tareas de seguridad interna y a operaciones militares contra las fuerzas israelíes de ocupación. En 1989 fue arrestado por el ejército israelí y pasó 16 meses en prisión.

## Carrera militar
En los años noventa, Deif pasó a convertirse en uno de los líderes del ala militar de Hamás junto con Yahya Ayyash, Salah Shehade y Hassan Salameh. Planeó y colaboró en la ejecución de atentados suicidas en Israel como represalia por los asesinatos selectivos de líderes de Hamás, así como para hacer descarrilar el proceso de paz palestino-israelí iniciado con los Acuerdos de Oslo. En 1994, Mohammed Deif estuvo involucrado en los secuestros y asesinatos de los soldados israelíes Shahar Simani, Aryeh Frankenthal y Nachshon Wachsman. Fuentes israelíes le consideran responsable de numerosos ataques suicidas contra autobuses desde 1996 hasta el final de la Segunda Intifada en 2005. Fue el responsable directo, junto a Yahya Ayyash, de los ataques contra autobuses en Jerusalén y Ascalón, que costaron la vida a unos 50 israelíes. Cinco terroristas suicidas que envió a atacar en Israel en marzo de 2000 fueron eliminados por el Yamam.
Deif estuvo en una cárcel de la Autoridad Nacional Palestina desde mayo de 2000 hasta abril de 2001, cuando fue puesto en libertad. Pasó entonces a trabajar como segundo del líder militar de Hamás, Salah Shehade, y ha sido el jefe de las Brigadas de Ezzeldin Al-Qassam desde que las Fuerzas Armadas de Israel asesinaron a Shehade, junto con su esposa, sus nueve hijos y quince vecinos, en julio de 2002 en Gaza. Se le considera uno de los diseñadores de los cohetes Qassam. Se le dio por muerto tras un ataque aéreo israelí en 2002, pero un funcionario israelí confirmó que había sobrevivido al ataque. Debido a las heridas sufridas, fue sustituido en la jefatura de las Brigadas de Ezzeldin Al-Qassam por Ahmed Yabari, pero retomó el cargo tras el asesinato de este por el ejército israelí en el primer día de la guerra de Gaza de 2012.

## Comandante de las Brigadas al-Qassam
El 26 de agosto de 2005, un hombre identificado como Mohammed Deif apareció en un video publicado por las Brigadas de Ezzeldin al-Qassam. Con la mayor parte de su cuerpo en una sombra y una parte de su rostro ennegrecido, Deif hablaba con voz profunda acerca de la reciente retirada israelí de la Franja de Gaza, elogió a los miembros de Hamás que dieron su vida durante los combates en Gaza y se comprometió a seguir con los ataques hasta la destrucción de Israel.
Ha sobrevivido a ocho intentos de asesinato israelíes en 2001, 2002, 2003, 2006, 2014, dos veces en 2021 y 2024, lo que le ha convertido en una especie de figura mítica tanto para palestinos como para israelíes. En uno de ellos, Deif perdió un ojo y resultó seriamente herido en una pierna, que según algunas fuentes le dejaron en silla de ruedas, mientras que otras afirman que solo tiene una pronunciada cojera. Sin embargo, una fotografía obtenida por el ejército israelí durante la guerra en Gaza le mostraba de pie y conversando tranquilamente con otras personas. Otro intento de asesinato israelí, en este caso bombardeando su vivienda en el barrio del Jeque Radwan de la ciudad de Gaza, mató a su esposa Widad, su hijo de siete meses Alí y su hija de tres años durante la guerra de Gaza de 2014. Su capacidad para eludir los intentos de asesinato israelíes le ha llevado a ser conocido por los servicios secretos de este país como «el gato con nueve vidas», y se basa en parte en su reticencia a utilizar medios tecnológicos.
Durante las décadas previas a la Operación Inundación de Al-Aqsa, el ataque sorpresivo de Hamás del 7 de octubre de 2023 que supuso el comienzo de la guerra de 2023-2024, Mohammed Deif fue el encargado de supervisar la mejora en la calidad de los cohetes de Hamás, la construcción de la vasta red de túneles bajo la Franja de Gaza y el entrenamiento de la fuerza de élite de las Brigadas de Ezzeldin al-Qassam, conocida como Fuerza Nukhba.Solo se conocen cuatro fotografías de Deif: una de cuando era veinteañero, otra de él enmascarado, otra de su sombra y otra encontrada por las fuerzas armadas israelíes durante un hackeo masivo de ordenadores de la Franja de Gaza a finales de 2023.

### Unidades en la sombra
También creó la «Unidad en la Sombra» dentro de las Brigadas al-Qassam. Entre los deberes de la unidad se encuentran «proteger a los cautivos enemigos retenidos por las Brigadas al-Qassam, ocultarlos y frustrar los intentos enemigos de encontrarlos». Un video de al-Qassam dice que la unidad «trata a los cautivos enemigos de manera honorable, de acuerdo con las reglas del Islam, y satisface sus necesidades, teniendo en cuenta el trato dado a los prisioneros de la resistencia en manos del enemigo».

### Estrategia
Se le atribuye la transformación de las Brigadas al-Qassam de un grupo de células de aficionados a unidades militares organizadas, descritas como un "ejército", que son capaces de invadir Israel.  Su estrategia militar ha sido bautizada como la estrategia de «arriba y abajo», basada en atacar el territorio israelí con cohetes y construir túneles subterráneos para ser utilizados en la infiltración de la frontera con Israel.

### Guerra en Gaza (2023-2025)
Junto con Yahya Sinwar y Marwan Issa, Mohammed Deif está considerado uno de los arquitectos de la Operación Inundación de Al-Aqsa, un ataque sorpresa de Hamás y varios grupos palestinos más contra diversas localidades israelíes que supuso la muerte de unas 1200 personas y el secuestro de más de 250. De hecho, fue el propio Deif quien bautizó la operación con este nombre en un mensaje hecho público pocas horas después del ataque, en el que explicaba que el ataque era una represalia por las numerosas incursiones de la policía israelí en la Mezquita de Al-Aqsa, la tercera más sagrada del islam suní.
El 21 de noviembre de 2024, la Corte Penal Internacional (CPI) emitió órdenes de arresto internacional contra el primer ministro de Israel Benjamín Netanyahu, el exministro de Defensa del país, Yoav Galant, y el líder de Hamás, Mohamed Deif. Al líder de Hamás la CPI le acusa de crímenes contra la humanidad —asesinato, exterminio, tortura, violación y otras formas de violencia sexual— y crímenes de guerra —asesinato, tratos crueles y tortura, toma de rehenes, atrocidades contra la dignidad personal, violación y otras formas de violencia sexual— presuntamente cometidos en los ataques del 7 de octubre de 2023.  La CPI argumentó que «no estaba en condiciones de determinar si [Deif] había muerto o seguía con vida» después de que Israel afirmara que había muerto en un ataque aéreo el 13 de julio de 2024.
El 3 de septiembre de 2024, el Departamento de Justicia de los Estados Unidos anunció la presentación de cargos penales contra Deif y otros funcionarios de Hamás por su papel en el ataque del 7 de octubre contra Israel. Los cargos, que se presentaron bajo secreto en febrero de 2024, incluyen conspiración para proporcionar apoyo material a una organización terrorista extranjera, conspiración para asesinar a ciudadanos estadounidenses y conspiración para financiar el terrorismo.

## Muerte
El 13 de julio de 2024 las Fuerzas de Defensa de Israel (FDI) llevaron a cabo un ataque aéreo contra un campamento de refugiados en Al-Mawasi, en la Franja de Gaza (Palestina), un área designada por las propias autoridades israelíes como «segura» para la población. Según Israel el objetivo del ataque era asesinar al comandante militar de Hamás, Mohamed Deif, así como a Rafaa Salameh comandante de la brigada de Jan Yunis, mientras que la organización palestina aseguró que todas las víctimas eran «civiles inocentes e indefensos». El Ministerio de Salud de Gaza informó que 90 palestinos murieron, mientras que otros 300 resultaron heridos. Según los servicios de emergencia gazatíes, el ejército israelí les atacó cuando se dirigían a atender a los heridos, mató a dos de sus miembros e hirió de gravedad a otros tres. El primer ministro israelí, Benjamín Netanyahu, declaró que no hay certeza alguna de que Deif y el comandante de Hamás en Jan Yunis, Rafaa Salameh, murieran en el ataque aéreo. Después del ataque un alto cargo de Hamás declaró que Mohamed Deif estaba «bien» y que «supervisa directamente y en buen estado las operaciones del ala militar de Hamás», según recogió la radio pública israelí Kan.
El 1 de agosto el ejército israelí afirmó que había obtenido información de inteligencia que confirmaba su muerte. Su muerte no ha sido confirmada por Hamás. Así Izzat al-Rashq, miembro de Hamás, dijo que «Confirmar o negar el martirio de cualquiera de los líderes de los Qassam es un asunto que compete a los líderes de las Brigadas Qassam y a los líderes del movimiento». Mientras que Osama Hamdan un alto oficial de Hamás desmintió su muerte. En una entrevista con Associated Press, Hamdan dijo que Deif estaba «bien» después de que Israel afirmara haberlo matado.
En octubre de 2024, Hamás volvió a calificar de mentira la muerte de Deif, al tiempo que emitía una declaración negando la muerte de Yahya Sinwar. Posteriormente, Hamás reconoció la muerte de Sinwar sin hacer ningún comentario adicional sobre el estado de Deif. El 30 de enero de 2025, el portavoz de Hamás, Abu Obaida, confirmó la muerte de Mohamed Deif, el anuncio se produjo medio año después de que Israel asegurara que lo había matado. Junto con la confirmación de su muerte, Hamás también publicó oficialmente una foto suya por primera vez, ya que su foto había sido clasificada anteriormente.